# August Alsina
 (novembre 2024).
August Anthony Alsina, Jr., né le 3 septembre 1992 à La Nouvelle-Orléans, est un chanteur américain, actuellement signé chez Def Jam. Après plusieurs mixtapes qui lui construiront une fanbase, il sort de l'ombre grâce à son single I Luv This Shit, en featuring avec Trinidad James, tiré de son premier album Testimony, sorti le 15 avril 2014, qui marquera son premier succès commercial.

## Biographie

### Enfance et éducation
August Alsina est né en Nouvelle-Orléans dans l'état de la Louisiane, où il passe les premières années de sa vie jusqu'à l'adolescence. Il est le cadet d'une famille de 5 enfants; Netia, Melvin, Jamal et Travis, ses parents sont Sheila Alsina et August Alsina Sr.
C'est en voyant le personnage de Lauryn Hill dans Sister Act 2 qu'August commence à s'intéresser au chant, bien que personne dans sa famille ne fasse de la musique. Avec l'aide de sa mère, il publie sa première vidéo sur YouTube à l'âge de 14 ans, où il reprend Hypothetically de Lyfe Jennings. C'est à travers cette vidéo que son futur manager le repérera. Il gardera ensuite contact avec lui.
Avant le passage de l'ouragan Katrina et pour s'éloigner des problèmes d'addiction au crack de son père et de son beau-père, August, sa famille et son beau-père déménagent à Houston dans le Texas[source secondaire souhaitée]. Quelques mois après leur départ pour Houston, August Alsina Sr succombe à une overdose de crack. Peu après, c'est le meilleur ami d'August Jr qui se fait assassiner dans les rues de Houston. Au même moment, August ne s'entend plus avec sa mère : elle le chasse donc du domicile familial[source secondaire souhaitée].
Il repart alors avec son coiffeur en voiture jusqu'à la Nouvelle Orléans et n'ayant plus personne en ville après que l'un de ses amis l'aie aussi chassé de chez lui, il finit à la rue, dormant derrière la supérette "Quick & Easy." August survit en vendant du crack dans son quartier. Une vie pleine de difficultés commence alors pour lui (il dit s'être même prostitué pour des femmes en échange d'un endroit où dormir), mais August garde la musique en tête. Il essaie de se reprendre en main et décide de travailler sa musique et pour ça, il déménage à Atlanta en 2010[source secondaire souhaitée] pour lancer sa carrière. C'est son manager qui lui fait la proposition de le préparer en 6 mois pour une carrière musicale. Mais il doit faire face à un nouveau coup dur car son grand frère, Melvin La'Branch III est tué dans les rues de Nouvelle-Orléans le 31 août 2010. Après ce drame, August décide de travailler d'arrache-pied pour ne plus jamais avoir à retourner dans les rues qui ont emporté son frère[source secondaire souhaitée].

### Carrière

#### Les débuts
Le 11 octobre 2011, il sort une première mixtape acoustique en indépendant nommé Untitled. Le 15 avril 2012, âgé alors de 19 ans, il sort sa première mixtape officielle The Product (qu'il dédiera à son frère décédé 2 ans plus tôt) sur le célèbre site de mixtapes gratuites Datpiff. Avec des collaborations de Schoolboy Q, Cihy The Prince, Trae Tha Truth et d'autres[source secondaire souhaitée]. La mixtape reçoit un bon accueil de la part du public puisqu'elle est téléchargée plus de 50 000 fois[source secondaire souhaitée]. Le 28 août, il sort en collaboration avec Greg Street une mixtape intitulée August Alsina University[source secondaire souhaitée].

#### La Montée en puissance
Le 3 septembre 2012, il sort sa 4e mixtape Throwback. Sa popularité ne cesse d'augmenter à travers les États-Unis et sa fanbase, la Alsina Nation, se construit au fur et à mesure. Le 6 mai 2013, il sort sa 5e mixtape et la suite de sa première mixtape The Product 2 avec cette mixtape il accroît sa fanbase et attire l'attention des labels. Il finit par signer chez Def Jam en 2013.

#### Confirmation
Le 19 février sort le premier single de son EP Downtown: Life Under the Gun : I Luv This Shit, en featuring avec le rappeur Trinidad James, qui se classe 48e dans le Billboard 100 et 13e dans le Hot R&B/Hip-Hop Songs et qui passe sur toutes les radios urbaines, devenant le plus grand succès d'August[source secondaire nécessaire]. En août 2013, il sort son tout premier EP et son premier projet sous Def Jam: Downtown: Life Under the Gun. Cet EP marque le changement dans la carrière d'August : il est désormais connu à l'échelle nationale et est un pilier du R&B américain[source secondaire nécessaire].
Fin 2013, il annonce qu'il va sortir son premier album et son deuxième projet sous Def Jam, Testimony. Il a dit avoir choisi le nom de son album car il s'agit du témoignage de sa vie sous forme d'un album[source secondaire souhaitée]. Les deux succès de son précédent EP I Luv This shit et Ghetto sont présents sur l'album. Le 10 décembre sort le premier single de l'album Numb, produit par DJ Mustard et en featuring avec Yo Gotti et B.o.B ainsi que son clip. La chanson atteint la  41e place dans le Hot R&B/Hip-Hop Songs[source secondaire souhaitée]. Le 15 janvier, le deuxième single de l'album est dévoilé : Make It Home en featuring avec Jeezy. August poursuit sa promotion et Kissin' on My Tattoos sort le 1er avril en tant que troisième single. L'album est correctement accueilli par les critiques et il est un véritable succès commercial, en vendant plus de 205 000 copies à travers les États-Unis. Le 1er juillet sort le clip de la chanson présente sur l'album Benediction, en featuring avec Rick Ross et le 29 juillet sort le clip du remix de No Love avec la rappeuse Nicki Minaj. À la suite de cette année 2014, August Alsina figure dans la promotion 2014 des « Freshmens » du magazine XXL, qui récompense les rappeurs/chanteurs émergents et à surveiller de près[source secondaire souhaitée].

### Troubles de santé
Cependant, la carrière ascendante d'August Alsina a bien failli s'arrêter alors que celle-ci était en plein essor. Le 15 septembre 2014 et en pleine performance de sa chanson Numb pendant sa tournée "Testimony Live Tour", August s'écroule soudainement devant le public de New York. Inerte pendant plusieurs secondes, il se fera alors escorter hors de scène par son garde du corps. August regagne conscience en coulisse mais son état inquiète toujours son équipe, qui se presse d'appeler une ambulance. Plus tard se soir là, son garde du corps postera sur Instagram :

« Je viens de quitter la chambre du Yungin'. Il m'a dit que tout était okay avant de s'endormir comme un bébé. Il était juste déshydraté. »

Le 18 septembre, après trois jours de silence total sur son état de santé de la part de son équipe, August Alsina poste sur Instagram à son tour. Il révèle alors que les médecins l'avaient induit dans un coma artificiel pour sa sécurité médicale. Il admettra aussi quelques semaines plus tard lors d'une interview au Breakfast Club de Power 105.1 qu'il avait été victime de 13 crises non épileptiques environ le 15 septembre et qu'il n'avait pas mangé ce jour-là. Cela faisait aussi plus de deux ans qu'il était en tournée continue, d'où sa fatigue physique[source secondaire nécessaire].
Après avoir reçu une visite de la rappeuse Nicki Minaj un jour avant, August sort finalement de l'hôpital le 24 septembre. Il continuera sa convalescence chez lui à Atlanta pour ensuite repartir en tournée, la "UR Experience" d'Usher le 1er novembre à Montréal.
Le 15 mai 2015, August se sert encore d'Instagram pour faire part à ses abonnés d'un nouveau trouble de santé : sa perte de vision. En effet, postant une photo de lui subissant un chirurgie des yeux au laser, il révèle être devenu aveugle de son œil gauche[source secondaire nécessaire].

## Discographie

### Albums & EP
| Albums studio | Albums studio                |
| Année         | Titre                        |
| ------------- | ---------------------------- |
| 2014          | Testimony                    |
| 2015          | This Thing Called Life       |
| EP            |                              |
| Année         | Titre                        |
| 2013          | Downtown: Life Under the Gun |
| Mixtapes      |                              |
| Année         | Titre                        |
| 2011          | Untitled                     |
| 2012          | The Product                  |
| 2012          | August Alsina                |
| 2012          | Throwback                    |
| 2013          | The Product 2                |

### En tant qu'artiste principal
- 2013 : Ghetto (featuring Rich Homie Quan)
- 2013 : I Luv This Shit  (featuring Trinidad James)
- 2013 : Numb (featuring B.o.B, Yo Gotti)
- 2013 : Don't forget about me
- 2013 : Downtown (featuring Kidd Kidd)
- 2014 : Make It Home (featuring Jeezy)
- 2014 : Kissin on My Tattoos
- 2014 : Benediction  (featuring Rick Ross)
- 2014 : No Love (Remix)  (featuring Nicki Minaj)
- 2015 : Song Cry
- 2015 : Hip Hop
- 2017 : Drugs
- 2017 : Wait
- 2017 : Lonely
- 2017 : Don't Matter

### Singles en collaboration
- Down On Your Luck (Sage the Gemini featuring August Alsina)
- Rich (Kirko Bangz featuring August Alsina)
- Hold You Down (DJ Khaled featuring Chris Brown, Jeremih, August Alsina, Future)
- One More Shot (Stalley featuring Rick Ross, August Alsina)
- Gold Slugs  (DJ Khaled featuring Chris Brown, August Alsina, Fetty Wap)
- Do You Mind (DJ Khaled featuring Chris Brown, August Alsina, Future, Rick Ross, Nicki Minaj, Jeremih)